# Liste von Eisenbahnstrecken in Großbritannien
Dies ist die Liste aller Eisenbahnstrecken in Großbritannien, auf denen Personenverkehr durchgeführt wird. Sie sind nach Region gegliedert, ebenfalls angegeben sind das Eröffnungsjahr und die Elektrifizierung. Überschreitet eine Strecke die Grenzen einer Region, so wird sie mehrfach geführt (Ausnahme: Greater London).

## Interregionale Hauptstrecken
| Name                    | Regionen                                                                                                 | Elektrifizierung                    |
| ----------------------- | --- | ----------------------------------- |
| Cross-Country Route     | East Midlands, South West, Yorkshire and the Humber, West Midlands                                       | 25 kV 50 Hz ~ (auf Teilstrecken)    |
| East Coast Main Line    | East of England, East Midlands, Greater London, North East England, Schottland, Yorkshire and the Humber | 25 kV 50 Hz ~                       |
| Great Eastern Main Line | East of England, Greater London                                                                          | 25 kV 50 Hz ~                       |
| Great Western Main Line | Greater London, South East England, South West England, Wales                                            | 25 kV 50 Hz ~ (in London)           |
| High Speed 1            | Greater London, South East England, Channel Tunnel                                                       | 25 kV 50 Hz ~                       |
| Midland Main Line       | East of England, East Midlands, Greater London, Yorkshire and the Humber                                 | 25 kV 50 Hz ~ (südlich von Bedford) |
| West Coast Main Line    | Greater London, North West England, South East England, West Midlands, Schottland, Wales                 | 25 kV 50 Hz ~                       |

## Eisenbahnstrecken inEngland

### Greater London
Strecken, welche die Stadtgrenze überschreiten, sind bei den jeweiligen angrenzenden Regionen aufgeführt.
| Name                       | Eröffnung | Elektrifizierung          |
| -------------------------- | --------- | ------------------------- |
| Acton–Northolt             | 1903      | nein                      |
| Bromley North Line         | 1878      | 750 V =                   |
| Catford Loop Line          | 1892      | 750 V =                   |
| Chessington Branch Line    | 1938–1939 | 750 V =                   |
| Chingford Branch Line      | 1873      | 25 kV 50 Hz ~             |
| Crystal Palace Line        | 1856–1858 | 750 V =                   |
| Dudding Hill Line          | 1875      | nein                      |
| East London Line           | 1869–2010 | 750 V =                   |
| Gospel Oak–Barking         | 1868–1894 | 25 kV 50 Hz ~ (teilweise) |
| Greenford Branch Line      | 1903      | nein                      |
| Greenwich Line             | 1836      | 750 V =                   |
| Greenwich Park Branch Line | 1929      | 750 V =                   |
| Hayes Line                 | 1857–1882 | 750 V =                   |
| Hounslow Loop Line         | 1850      | 750 V =                   |
| South London Line          | 1886      | 750 V =                   |
| Kingston Loop Line         | 1863–1869 | 750 V =                   |
| North London Line          | 1846–1869 | 25 kV 50 Hz ~ / 750 V =   |
| Northern City Line         | 1904      | 25 kV 50 Hz ~ / 750 V =   |
| Romford–Upminster          | 1893      | 25 kV 50 Hz ~             |
| West London Line           | 1844      | 25 kV 50 Hz ~ / 750 V =   |

### East of England
| Name                              | Eröffnung | Elektrifizierung        |
| --------------------------------- | --------- | ----------------------- |
| Abbey Line                        | 1858      | 25 kV 50 Hz ~           |
| Birmingham–Peterborough           | 1840–1860 | nein                    |
| Bittern Line                      | 1874–1877 | nein                    |
| Braintree Branch Line             | 1848      | 25 kV 50 Hz ~           |
| Breckland Line                    | 1845      | nein                    |
| Cambridge Line                    | 1851      | 25 kV 50 Hz ~           |
| Crouch Valley Line                | 1889      | 25 kV 50 Hz ~           |
| East Suffolk Line                 | 1854      | nein                    |
| Ely–Peterborough                  | 1847      | nein                    |
| Felixstowe Branch Line            | 1877      | nein                    |
| Fen Line                          | 1846      | 25 kV 50 Hz ~           |
| Gainsborough Line                 | 1865      | nein                    |
| Hertford East Branch Line         | 1843      | 25 kV 50 Hz ~           |
| Hertford Loop Line                | 1871–1924 | 25 kV 50 Hz ~           |
| Ipswich–Ely                       | 1846–1851 | nein                    |
| Lea Valley Lines                  | 1840–1891 | 25 kV 50 Hz ~           |
| London, Tilbury and Southend Line | 1854–1888 | 25 kV 50 Hz ~           |
| Marston Vale Line                 | 1845      | nein                    |
| Mayflower Line                    | 1854      | 25 kV 50 Hz ~           |
| Peterborough-Lincoln              | 1848–1882 | nein                    |
| Shenfield–Southend                | 1892      | 25 kV 50 Hz ~           |
| Sunshine Coast Line               | 1847–1882 | 25 kV 50 Hz ~           |
| Thameslink                        | 1866–1988 | 25 kV 50 Hz ~ / 750 V = |
| Watford DC Line                   | 1862–1922 | 750 V =                 |
| West Anglia Main Line             | 1840–1990 | 25 kV 50 Hz ~           |
| Wherry Lines                      | 1844–1882 | nein                    |

### South East England
| Name                         | Eröffnung | Elektrifizierung        |
| ---------------------------- | --------- | ----------------------- |
| Alton Line                   | 1852      | 750 V =                 |
| Arun Valley Line             | 1848–1863 | 750 V =                 |
| Ascot–Guildford              | 1849      | 750 V =                 |
| Ashford–Ramsgate             | 1846      | 750 V =                 |
| Bexleyheath Line             | 1895      | 750 V =                 |
| Brighton Main Line           | 1839–1941 | 750 V =                 |
| Caterham Line                | 1856      | 750 V =                 |
| Chatham Main Line            | 1858–1926 | 750 V =                 |
| Cherwell Valley Line         | 1844–1873 | nein                    |
| Chiltern Main Line           | 1852–1910 | nein                    |
| Cotswold Line                | 1851–1860 | nein                    |
| Dartford Loop Line           | 1866      | 750 V =                 |
| East Coastway Line           | 1846–1871 | 750 V =                 |
| Eastleigh–Fareham            | 1841      | 750 V =                 |
| Eastleigh–Romsey             | 1847      | nein                    |
| Epsom Downs Branch           | 1865      | 750 V =                 |
| Hampton Court Branch Line    | 1849      | 750 V =                 |
| Hastings Line                | 1845–1852 | 750 V =                 |
| Henley Branch Line           | 1857      | nein                    |
| Island Line                  | 1864      | 750 V =                 |
| Kent Coast Line              | 1847      | 750 V =                 |
| London–Aylesbury             | 1868–1899 | 630 V = (teilweise)     |
| Lymington Branch Line        | 1858      | 750 V =                 |
| Maidstone Line               | 1874–1884 | 750 V =                 |
| Marlow Branch Line           | 1854      | nein                    |
| Marshlink Line               | 1851      | nein                    |
| Marston Vale Line            | 1845      | nein                    |
| Medway Valley Line           | 1844–1856 | 750 V =                 |
| New Guildford Line           | 1885      | 750 V =                 |
| North Downs Line             | 1849      | 750 V = (teilweise)     |
| North Kent Line              | 1846–1849 | 750 V =                 |
| Oxford–Bicester              | 1850      | nein                    |
| Oxted Line                   | 1858–1888 | 750 V = (teilweise)     |
| Portsmouth Direct Line       | 1845–1858 | 750 V =                 |
| Princes Risborough–Aylesbury | 1863      | nein                    |
| Reading–Basingstoke          | 1848      | nein                    |
| Reading–Taunton              | 1847–1906 | nein                    |
| Redhill–Tonbridge            | 1884      | 750 V =                 |
| Seaford Branch Line          | 1864      | 750 V =                 |
| Sheerness Line               | 1860      | 750 V =                 |
| Shepperton Branch Line       | 1864–1894 | 750 V =                 |
| Slough–Windsor & Eton        | 1849      | nein                    |
| South Eastern Main Line      | 1842–1871 | 750 V =                 |
| South Western Main Line      | 1838–1857 | 750 V =                 |
| Staines–Weybridge            | 1849      | 750 V =                 |
| Staines–Windsor & Eton       | 1848–1849 | 750 V =                 |
| Sutton and Mole Valley Lines | 1847–1868 | 750 V =                 |
| Tattenham Corner Line        | 1897–1901 | 750 V =                 |
| Thameslink                   | 1866–1988 | 25 kV 50 Hz ~ / 750 V = |
| Waterloo–Reading             | 1846–1856 | 750 V =                 |
| Wessex Main Line             | 1847–1856 | nein                    |
| West Coastway Line           | 1840–1889 | 750 V =                 |
| West of England Main Line    | 1854–1860 | nein                    |

### South West England
| Name                                                 | Eröffnung | Elektrifizierung |
| ---------------------------------------------------- | --------- | ---------------- |
| Atlantic Coast Line                                  | 1874      | nein             |
| Avocet Line                                          | 1862      | nein             |
| Bristol–Exeter                                       | 1841–1842 | nein             |
| Cornish Main Line                                    | 1867      | nein             |
| Cotswold Line                                        | 1851–1860 | nein             |
| Exeter–Plymouth (siehe Bahnstrecke_Reading–Plymouth) | 1846–1849 | nein             |
| Gloucester–Newport                                   | 1850      | nein             |
| Golden Valley Line                                   | 1845      | nein             |
| Heart of Wessex Line                                 | 1857      | nein             |
| Looe Valley Line                                     | 1860–1901 | nein             |
| Maritime Line                                        | 1863      | nein             |
| Reading–Taunton (siehe Bahnstrecke_Reading–Plymouth) | 1847–1906 | nein             |
| Riviera Line                                         | 1846–1859 | nein             |
| Severn Beach Line                                    | 1840–1900 | nein             |
| South Wales Main Line                                | 1850–1903 | nein             |
| South Western Main Line                              | 1838–1857 | 750 V =          |
| St Ives Bay Line                                     | 1877      | nein             |
| Tamar Valley Line                                    | 1890–1908 | nein             |
| Tarka Line                                           | 1851–1854 | nein             |
| Wessex Main Line                                     | 1847–1856 | nein             |
| West of England Main Line                            | 1854–1860 | nein             |

### East Midlands
| Name                        | Eröffnung | Elektrifizierung          |
| --------------------------- | --------- | ------------------------- |
| Birmingham–Peterborough     | 1840–1860 | nein                      |
| Buxton Line                 | 1863      | 25 kV 50 Hz ~ (teilweise) |
| Chiltern Main Line          | 1852–1910 | nein                      |
| Crewe–Derby                 | 1848      | 25 kV 50 Hz ~ (teilweise) |
| Derwent Valley Line         | 1839–1849 | nein                      |
| Doncaster–Lincoln           | 1849      | nein                      |
| Glossop Line                | 1844      | 25 kV 50 Hz ~             |
| Ivanhoe Line                | 1840/1993 | nein                      |
| Leicester–Burton upon Trent | 1832–1849 | nein                      |
| Northampton Loop Line       | 1881      | 25 kV 50 Hz ~             |
| Nottingham–Grantham         | 1850      | nein                      |
| Nottingham–Lincoln          | 1846      | nein                      |
| Oakham–Kettering            | 1879      | nein                      |
| Poacher Line                | 1848–1873 | nein                      |
| Robin Hood Line             | 1848      | nein                      |
| Sheffield–Lincoln           | 1849      | nein                      |

### West Midlands
| Name                               | Eröffnung | Elektrifizierung          |
| ---------------------------------- | --------- | ------------------------- |
| Birmingham–Peterborough            | 1840–1860 | nein                      |
| Birmingham–Stratford               | 1908      | nein                      |
| Birmingham–Bromsgrove–Worcester    | 1840–1879 | nein                      |
| Birmingham–Kidderminster–Worcester | 1852–1867 | nein                      |
| Chase Line                         | 1837–1859 | 25 kV 50 Hz ~ (teilweise) |
| Chiltern Main Line                 | 1852–1910 | nein                      |
| Cotswold Line                      | 1851–1860 | nein                      |
| Coventry–Leamington                | 1851      | nein                      |
| Coventry–Nuneaton                  | 1850      | nein                      |
| Crewe–Derby                        | 1848      | 25 kV 50 Hz ~ (teilweise) |
| Cross-City Line                    | 1837–1876 | 25 kV 50 Hz ~             |
| Leamington–Stratford               | 1860      | nein                      |
| Leicester–Burton upon Trent        | 1832–1849 | nein                      |
| Northampton Loop Line              | 1881      | 25 kV 50 Hz ~             |
| Rugby–Birmingham–Stafford          | 1837      | 25 kV 50 Hz ~             |
| Shrewsbury–Chester                 | 1848      | nein                      |
| Stafford–Manchester                | 1848–1887 | 25 kV 50 Hz ~             |
| Stone–Colwich                      | 1849      | 25 kV 50 Hz ~             |
| Stourbridge Town Branch Line       | 1879      | nein                      |
| Trent Valley Line                  | 1847      | 25 kV 50 Hz ~             |
| Walsall–Wolverhampton              | 1837      | 25 kV 50 Hz ~             |
| Welsh Marches Line                 | 1852–1858 | nein                      |
| Wolverhampton–Shrewsbury           | 1848–1849 | nein                      |

### North East England
| Name                       | Eröffnung | Elektrifizierung |
| -------------------------- | --------- | ---------------- |
| Durham Coast Line          | 1841–1879 | nein             |
| Esk Valley Line            | 1835      | nein             |
| Northallerton–Eaglescliffe | 1852      | nein             |
| Tyne Valley Line           | 1834–1837 | nein             |
| Tees Valley Line           | 1843–1861 | nein             |

### North West England
| Name                            | Eröffnung | Elektrifizierung          |
| ------------------------------- | --------- | ------------------------- |
| Blackpool Branch Lines          | 1846–1865 | nein (geplant)            |
| Borderlands Line                | 1887–1896 | nein                      |
| Buxton Line                     | 1863      | 25 kV 50 Hz ~ (teilweise) |
| Calder Valley Line              | 1848–1854 | nein                      |
| Chester–Manchester              | 1830–1863 | nein                      |
| Crewe–Manchester                | 1841      | 25 kV 50 Hz ~             |
| Cumbrian Coast Line             | 1844–1845 | nein                      |
| East Lancashire Line            | 1846–1848 | nein                      |
| Ellesmere Port–Warrington       | 1863      | nein                      |
| Furness Line                    | 1846–1858 | nein                      |
| Glossop Line                    | 1844      | 25 kV 50 Hz ~             |
| Hope Valley Line                | 1894      | nein                      |
| Huddersfield Line               | 1894      | nein (geplant)            |
| Kirkby Branch Line              | 1848      | nein                      |
| Leeds–Morecambe                 | 1846–1864 | 25 kV 50 Hz ~ (teilweise) |
| Liverpool–Earlestown–Manchester | 1830      | 25 kV 50 Hz ~             |
| Liverpool–Warrington–Manchester | 1873      | nein                      |
| Liverpool–Wigan                 | 1869–1871 | 25 kV 50 Hz ~             |
| Manchester–Preston              | 1838–1841 | 25 kV 50 Hz ~             |
| Manchester–Southport            | 1855      | nein                      |
| Mid-Cheshire Line               | 1855–1888 | nein                      |
| Morecambe Branch Line           | 1864      | nein                      |
| Northern Line                   | 1848–1864 | 750 V =                   |
| Ormskirk Branch Line            | 1848      | 750 V =                   |
| Ribble Valley Line              | 1845–1872 | nein                      |
| Settle–Carlisle                 | 1875      | nein                      |
| Stafford–Manchester             | 1848–1887 | 25 kV 50 Hz ~             |
| Stockport–Stalybridge           | 1841      | nein                      |
| Styal Line                      | 1909      | 25 kV 50 Hz ~             |
| Tyne Valley Line                | 1834–1837 | nein                      |
| Windermere Branch Line          | 1847      | nein (geplant)            |
| Wirral Line                     | 1840–1907 | 750 V =                   |

### Yorkshire and the Humber
| Name                       | Eröffnung | Elektrifizierung          |
| -------------------------- | --------- | ------------------------- |
| Airedale Line              | 1846      | 25 kV 50 Hz ~             |
| Askern Branch Line         | 1848      | nein                      |
| Calder Valley Line         | 1848–1854 | nein                      |
| Dearne Valley Line         | 1839–1879 | nein                      |
| Doncaster–Lincoln          | 1849      | nein                      |
| Esk Valley Line            | 1835      | nein                      |
| Hallam Line                | 1850      | nein                      |
| Harrogate Line             | 1848      | nein (geplant)            |
| Hope Valley Line           | 1894      | nein                      |
| Huddersfield Line          | 1894      | nein (geplant)            |
| Leeds–Morecambe            | 1846–1864 | 25 kV 50 Hz ~ (teilweise) |
| Leeds–Bradford             | 1846–1854 | nein                      |
| Leeds–Northallerton        | 1848–1852 | nein                      |
| Northallerton–Eaglescliffe | 1852      | nein                      |
| Penistone Line             | 1850–1897 | nein                      |
| Pontefract Line            | 1848      | nein                      |
| Settle–Carlisle            | 1875      | nein                      |
| Sheffield–Hull             |           |                           |
| Sheffield–Lincoln          | 1849      | nein                      |
| South Humberside Main Line | 1846–1847 | nein (geplant)            |
| Wakefield Line             |           |                           |
| Wharfedale Line            | 1846      | 25 kV 50 Hz ~             |
| York–Selby                 | 1839      | 25 kV 50 Hz ~             |
| Yorkshire Coast Line       | 1846–1847 | nein                      |
| York–Scarborough           | 1845      | nein                      |

## Eisenbahnstrecken inSchottland
| Name                        | Eröffnung | Elektrifizierung          |
| --------------------------- | --------- | ------------------------- |
| Aberdeen–Inverness          | 1858      | nein                      |
| Argyle Line                 | 1979      | 25 kV 50 Hz ~             |
| Ayrshire Coast Line         | 1831–1845 | 25 kV 50 Hz ~             |
| Cathcart Circle Lines       | 1886–1894 | 25 kV 50 Hz ~             |
| Croy Line                   | 1842      | nein (geplant)            |
| Cumbernauld Line            | 1848      | 25 kV 50 Hz ~             |
| Edinburgh–Aberdeen          | 1848–1890 | nein                      |
| Edinburgh–Dunblane          | 1842–1848 | nein                      |
| Far North Line              | 1862–1874 | nein                      |
| Fife Circle Line            | 1890      | nein                      |
| Glasgow–Carstairs–Edinburgh | 1848–1849 | 25 kV 50 Hz ~             |
| Glasgow–Falkirk–Edinburgh   | 1842      | 25 kV 50 Hz ~             |
| Glasgow–Aberdeen            | 1838–1848 | nein                      |
| Glasgow South Western Line  | 1812–1877 | 25 kV 50 Hz ~ (teilweise) |
| Highland Main Line          | 1848–1863 | nein                      |
| Inverclyde Line             | 1841      | 25 kV 50 Hz ~             |
| Kyle of Lochalsh Line       | 1862–1870 | nein                      |
| Maryhill Line               | 1993      | 25 kV 50 Hz ~             |
| Motherwell–Cumbernauld      | 1996      | 25 kV 50 Hz ~             |
| North Berwick Line          | 1849–1850 | 25 kV 50 Hz ~             |
| North Clyde Line            | 1842–1897 | 25 kV 50 Hz ~             |
| Paisley Canal Line          | 1885      | 25 kV 50 Hz ~             |
| Shotts Line                 | 1848      | nein (geplant)            |
| Waverley Line               | 1849–1862 | nein                      |
| West Highland Line          | 1842–1901 | nein                      |
| Whifflet Line               | 1993      | nein                      |

## Eisenbahnstrecken inWales
| Name                   | Eröffnung | Elektrifizierung |
| ---------------------- | --------- | ---------------- |
| Borderlands Line       | 1866–1896 | nein (geplant)   |
| Butetown Branch Line   | 1840      | nein (geplant)   |
| Cambrian Line          | 1855–1869 | nein             |
| Cardiff City Line      | 1987      | nein (geplant)   |
| Conwy Valley Line      | 1863–1881 | nein             |
| Coryton Line           | 1911      | nein (geplant)   |
| Ebbw Valley Line       | 1850      | nein (geplant)   |
| Gloucester–Newport     | 1850–1851 | nein             |
| Heart of Wales Line    | 1868      | nein             |
| Maesteg Line           | 1861      | nein (geplant)   |
| Merthyr Line           | 1851–1853 | nein (geplant)   |
| North Wales Coast Line | 1840–1850 | nein             |
| Rhondda Line           | 1840–1861 | nein (geplant)   |
| Rhymney Line           | 1858–1895 | nein (geplant)   |
| Shrewsbury–Chester     | 1844–1847 | nein             |
| South Wales Main Line  | 1850–1886 | 25 kV 50 Hz ~    |
| Vale of Glamorgan Line | 1885      | nein (geplant)   |
| Welsh Marches Line     | 1854–1858 | nein             |
| West Wales Line        | 1868      | nein             |

## In Bau befindliche Strecken
| Name                                             | Eröffnung | Elektrifizierung | Typ             |
| ------------------------------------------------ | --------- | ---------------- | --------------- |
| Crossrail (Paddington – Whitechapel – Stratford) | 2021      | 25 kV 50 Hz ~    | Neubau          |
| High Speed 2 (London – Birmingham)               | 2031      | 25 kV 50 Hz ~    | Neubau          |
| Varsity Line (Oxford – Bedford)                  | 2019      | 25 kV 50 Hz ~    | Wiedereröffnung |